# Elecciones generales de Zambia de 1996
Las elecciones generales de Zambia de 1996 se realizaron el 18 de noviembre del mismo año. Se renovó la Asamblea Nacional y el cargo de Presidente de la República, donde salió reelegido Frederick Chiluba, ante la abstención de un grupo de partidos opositores que no quisieron participar de estos comicios.

## Proceso electoral
En estos comicios se introdujo una modernización al sistema democrático de Zambia, contratando una empresa extranjera, NIKUV Computadores, proveniente de Israel, que tuvo la tarea de inscripción de los sufragantes. 
Poco antes se había aprobado una ley sobre el establecimiento de una Comisión Electoral Independiente, para asegurar una imparcialidad en el conteo de los votos. A esta disposición fue unida una enmienda que exigía como requisito para ser candidato a la presidencia y a la Asamblea Nacional ser zambiano de nacimiento, y que sus padres también debían ser nacidos en Zambia. Se introdujo además una enmienda donde exigía que un presidente elegido en dos ocasiones anteriores, no calificaría para concurrir a las elecciones. Una última imposición fue los jefes de partidos debían renunciar a las dirigencias de sus partidos si participarían de las elecciones parlamentarias.
El Partido Unido de la Independencia Nacional (UNIP) interpretó estas modificaciones a la Constitución como un atentado a la democracia y un impedimento del gobierno de Chiluba a presentar candidaturas. Ante esto, el UNIP decidió no participar de las elecciones a modo de protesta, acción secundada por cinco partidos aliados.
No hubo observadores internacionales en este proceso. Los principales grupos de vigilancia locales eran el Equipo de Monitoreo Independiente de Zambia, la Fundación para el Proceso Democrático y el Comité de Campaña Limpia, que declararon finalmente que, a raíz del veto generado hacia la oposición, las elecciones no fueron ni libres ni justas. Basaron su veredicto en la falta de consenso sobre la aceptación constitucional, la parcialidad de los medios de comunicaciones públicos a favor del partido oficialista, y las fallas en el proceso de registro que generaron enormes críticas contra la empresa israelí. Solo dos organizaciones las declararon justas, el Rescate Monitoreo Patriótico y el Consejo Cristiano de Zambia.
El comportamiento de la votación indicó un patrón de apoyo abrumador para el oficialista Movimiento por una Democracia Multipartidaria.

### Elección presidencial
|  | 72,59 % |

|  | 12,75 % |

|  | 6,66 % |

|  | 4,71 % |

|  | 3,29 % |

|  | 94.74 % |

|  | 5.26 % |

|  | 100.00 % |

|  | 58.40 % |

### Elección Legislativa
|  | 60,88 % |

|  | 13,79 % |

|  | 7,10 % |

|  | 6,40 % |

|  | 1,48 % |

|  | 0,18 % |

|  | 0,06 % |

|  | 0,05 % |

|  | 0,04 % |

|  | 0,02 % |

|  | 0,01 % |

|  | 9,98 % |

|  | 95.77 % |

|  | 4.23 % |

|  | 100.00 % |

|  | 58.79 % |